# Luis Acuña
Luis Alberto Acuña (* 20. Januar 1989 in Merlo) ist ein argentinischer Fußballspieler auf der Position eines Mittelfeldspielers.

## Karriere
Luis Acuña begann seine Profikarriere 2009 in seiner Heimat Argentinien beim CA Vélez Sarsfield, allerdings kam er in der Liga nicht zu seinem Debüt, sondern erst bei seiner Leihstation CA Sarmiento in der dritten Spielklasse. 2011 wechselte der Mittelfeldspieler nach Chile und spielte erst für Deportes Puerto Montt, dann noch für weitere Vereine in der Primera B und Primera División. Von 2014 bis 2017 lief er für den mexikanischen Verein Venados FC auf, kehrte danach nach Argentinien zu CM Crucero del Norte zurück. Acuña wechselte erneut nach Mittelamerika und spielte dort noch in Guatemala und Nicaragua. In Nicaragua wurde der Mittelfeldspieler mit Real Estelí drei Mal nationaler Meister. Dort wurde, während viele Länder wegen der COVID-19-Pandemie pausierten, weiter Fußball gespielt. 2022 war er bei Independiente Petrolero in Bolivien und kam dann nach El Salvador.

## Erfolge
Real Estelí
- Nicaraguanischer Meister: 2019/20 Apertura, 2019/20 Clausura, 2020/21 Apertura